# Quảng Yên, Thanh Ba
Quảng Yên là một xã thuộc huyện Thanh Ba, tỉnh Phú Thọ, Việt Nam.

## Địa lý
Xã Quảng Yên nằm ở phía đông bắc huyện Thanh Ba, có vị trí địa lý:
- Phía đông giáp huyện Phù Ninh
- Phía tây giáp thị trấn Thanh Ba và các xã Đông Lĩnh, Ninh Dân
- Phía nam giáp xã Khải Xuân và xã Võ Lao
- Phía bắc giáp xã Đại An và huyện Đoan Hùng.

Xã Quảng Yên có diện tích 21,18 km², dân số năm 2018 là 6.841 người, mật độ dân số đạt 323 người/km².

## Lịch sử
Địa bàn xã Quảng Yên hiện nay trước đây vốn là ba xã: Năng Yên, Quảng Nạp, Thái Ninh.
Trước khi sáp nhập, xã Quảng Nạp có diện tích 5,83 km², dân số là 1.851 người, mật độ dân số đạt 317 người/km². Xã Thái Ninh có diện tích 7,30 km², dân số là 2.415 người, mật độ dân số đạt 331 người/km². Xã Năng Yên có diện tích 8,05 km², dân số là 2.575 người, mật độ dân số đạt 320 người/km².
Ngày 17 tháng 12 năm 2019, Ủy ban Thường vụ Quốc hội ban hành Nghị quyết 828/NQ-UBTVQH14 về việc sắp xếp các đơn vị hành chính cấp xã thuộc tỉnh Phú Thọ (nghị quyết có hiệu lực từ ngày 1 tháng 1 năm 2020). Theo đó, sáp nhập toàn bộ diện tích và dân số của ba xã Năng Yên, Quảng Nạp và Thái Ninh thành xã Quảng Yên.